# Enid (Film)
Enid Blyton ist ein britischer Fernsehfilm von James Hawes, der im Herbst 2009 auf dem englischen Sender BBC Four erstausgestrahlt wurde. Der Film handelt vom Leben der bekannten Kinderbuchautorin Enid Blyton. Schauspielerin Helena Bonham Carter spielt die Titelrolle.

## Handlung
Der Film handelt von der ehrgeizigen, engagierten, aber zunächst noch unbekannten Schriftstellerin, von der Entstehung ihrer Vorstellungskraft, über die Unglücke ihrer Kindheit, zwei Weltkriegen und einer ersten Ehe, die in einer Scheidung endete, bis hin zum Erreichen großer Berühmtheit. Die Geschichte erkundet, wie die beruhigend klaren Worte, die Blyton in ihren Geschichten erschuf, mit den Komplikationen ihres eigenen Lebens aneinandergerieten.

## Produktion
Die Dreharbeiten fanden Anfang 2009 in London und Surrey statt. Der Film ist Teil einer Serie verschiedener Filmbiografien über außergewöhnliche Frauen des 20. Jahrhunderts, produziert von BBC Four, worin neben Enid Blyton weitere Ikonen wie Gracie Fields, Margot Fonteyn und Winnie Mandela erscheinen.

## Auszeichnungen
Am 22. November 2010 gewann Helena Bonham Carter den International Emmy.